# Aiguille du St-Esprit
Aiguille du St-Esprit – szczyt w Alpach Graickich, części Alp Zachodnich. Leży we wschodniej Francji w regionie Owernia-Rodan-Alpy. Należy do masywu Vanoise. Szczyt można zdobyć ze schroniska Refuge du Mont Pourri (2374 m). Należy do Parku Narodowego Vanoise.